# Klenk & Meder
Die Klenk & Meder GmbH ist ein österreichisches Elektro- und Haustechnikunternehmen mit Sitz in St. Pölten.
Es befindet sich seit der Gründung im Familienbesitz.

## Geschichte
1968 gründeten Herbert Klenk sen. und Helmut Meder das Unternehmen in St. Georgen am Steinfelde. Es folgten die Eröffnung von Büros und Niederlassungen in verschiedenen Teilen Österreichs. 1975 wurde der Unternehmenssitz nach St. Pölten verlegt.
Seit dem Geschäftsjahr 2018/2019 lagen die jährlichen Umsatzerlöse des Unternehmens um die 100 Millionen Euro. Das Unternehmen ist im Bereich „Planung, Entwicklung und Ausführung von Elektroinstallationen“ tätig und war unter anderem an den Projekten Hauptbahnhof Wien, Westbahnhof Wien, dem Landesklinikum St. Pölten, dem Austria Campus oder dem Icon Tower Wien beteiligt.